# Vernòsc
Vernosc-lès-Annonay és un municipi francès situat al departament de l'Ardecha i a la regió d'Alvèrnia-Roine-Alps. L'any 2007 tenia 2.153 habitants.

## Demografia

### Població
El 2007 la població de fet de Vernosc-lès-Annonay era de 2.153 persones. Hi havia 804 famílies de les quals 158 eren unipersonals (83 homes vivint sols i 75 dones vivint soles), 286 parelles sense fills, 327 parelles amb fills i 33 famílies monoparentals amb fills.
La població ha evolucionat segons el següent gràfic:
Habitants censats

### Habitatges
El 2007 hi havia 860 habitatges, 819 eren l'habitatge principal de la família, 22 eren segones residències i 19 estaven desocupats. 781 eren cases i 72 eren apartaments. Dels 819 habitatges principals, 674 estaven ocupats pels seus propietaris, 139 estaven llogats i ocupats pels llogaters i 6 estaven cedits a títol gratuït; 20 tenien una cambra, 30 en tenien dues, 87 en tenien tres, 216 en tenien quatre i 466 en tenien cinc o més. 647 habitatges disposaven pel capbaix d'una plaça de pàrquing. A 269 habitatges hi havia un automòbil i a 501 n'hi havia dos o més.

### Piràmide de població
La piràmide de població per edats i sexe el 2009 era:
| Homes | Edats   | Dones |
| ----- | ------- | ----- |
| 0     | 95 o +  | 0     |
| 0     | 90 a 94 | 0     |
| 4     | 85 a 89 | 12    |
| 8     | 80 a 84 | 8     |
| 20    | 75 a 79 | 24    |
| 24    | 70 a 74 | 28    |
| 36    | 65 a 69 | 40    |
| 40    | 60 a 64 | 48    |
| 56    | 55 a 59 | 48    |
| 56    | 50 a 54 | 64    |
| 52    | 45 a 49 | 72    |
| 92    | 40 a 44 | 68    |
| 76    | 35 a 39 | 88    |
| 48    | 30 a 34 | 64    |
| 48    | 25 a 29 | 48    |
| 48    | 20 a 24 | 32    |
| 60    | 15 a 19 | 108   |
| 52    | 10 a 14 | 36    |
| 44    | 5 a 9   | 80    |
| 48    | 0 a 4   | 40    |

## Economia
El 2007 la població en edat de treballar era de 1.429 persones, 1.030 eren actives i 399 eren inactives. De les 1.030 persones actives 966 estaven ocupades (515 homes i 451 dones) i 63 estaven aturades (25 homes i 38 dones). De les 399 persones inactives 163 estaven jubilades, 117 estaven estudiant i 119 estaven classificades com a «altres inactius».

### Ingressos
El 2009 a Vernosc-lès-Annonay hi havia 843 unitats fiscals que integraven 2.210 persones, la mediana anual d'ingressos fiscals per persona era de 18.562 €.

### Activitats econòmiques
Dels 49 establiments que hi havia el 2007, 2 eren d'empreses extractives, 1 d'una empresa alimentària, 2 d'empreses de fabricació de material elèctric, 1 d'una empresa de fabricació d'altres productes industrials, 17 d'empreses de construcció, 10 d'empreses de comerç i reparació d'automòbils, 2 d'empreses de transport, 1 d'una empresa d'hostatgeria i restauració, 1 d'una empresa d'informació i comunicació, 5 d'empreses immobiliàries, 4 d'entitats de l'administració pública i 3 d'empreses classificades com a «altres activitats de serveis».
Dels 21 establiments de servei als particulars que hi havia el 2009, 1 era una oficina de correu, 1 taller de reparació d'automòbils i de material agrícola, 1 autoescola, 5 paletes, 1 guixaire pintor, 4 fusteries, 3 lampisteries, 2 electricistes, 1 perruqueria, 1 agència immobiliària i 1 saló de bellesa.
Dels 3 establiments comercials que hi havia el 2009, 1 era una botiga de menys de 120 m², 1 una fleca i 1 una carnisseria.
L'any 2000 a Vernosc-lès-Annonay hi havia 39 explotacions agrícoles que ocupaven un total de 646 hectàrees.

## Equipaments sanitaris i escolars
El 2009 hi havia 2 escoles elementals.

## Poblacions més properes
El següent diagrama mostra les poblacions més properes.